# Ameles africana
Ameles africana Bolivar, 1914 è una mantide diffusa nella parte occidentale del bacino del Mediterraneo.

## Descrizione
È una specie di piccola taglia, lunga 1-3 cm, con una livrea variabile dal verde al marrone al grigio.

Presenta un marcato dimorfismo sessuale: il maschio ha due paia di ali sviluppate e funzionali mentre nella femmina le ali sono ridotte a vestigia.

Gli occhi sono marcatamente conici e dotati di tubercolo apicale: su questo carattere (e su altri secondari quali la forma più o meno arrotondata dell'apice dello scutello e la disposizione dei peli alla base dello pseudofallo), si basa la distinzione dalla congenere Ameles spallanzania, per il resto molto somigliante.

Le zampe raptatorie (primo paio) sono corte e robuste mentre le zampe posteriori (terzo paio), particolarmente grandi e sviluppate.

L'addome della femmina è allargato lateralmente, più ampio di quello del maschio, ed è leggermente ripiegato verso l'alto.

## Tassonomia
Alcuni autori  , sulla base di approfondite analisi morfologiche, considerano Ameles africana sinonimo di Ameles spallanzania.

## Distribuzione
È segnalata in Algeria, Marocco, Portogallo, Corsica, Sardegna, Sicilia e Dalmazia.
Predilige le zone aride con scarsa vegetazione.

## Biologia
È un vorace predatore che si nutre di piccoli insetti e può, in caso di carenza di prede, attaccare i suoi simili. A differenza della Mantis religiosa e di numerose altre specie, le femmine di A. africana non cannibalizzano il maschio dopo l'accoppiamento.
Può spiccare balzi, al pari di un grillo, ma è anche in grado di volare per brevi distanze. 
Depone le uova in sottili ooteche attaccate alle rocce.